# Saint-Michel-de-la-Pierre
Saint-Michel-de-la-Pierre foi uma comuna francesa na região administrativa da Normandia, no departamento Mancha. Estendia-se por uma área de 4,21 km². Em 2010 a comuna tinha 205 habitantes (densidade: 48,7 hab./km²).
Em 1 de janeiro de 2019, passou a formar parte da nova comuna de Saint-Sauveur-Villages.